# 玛哈永寺

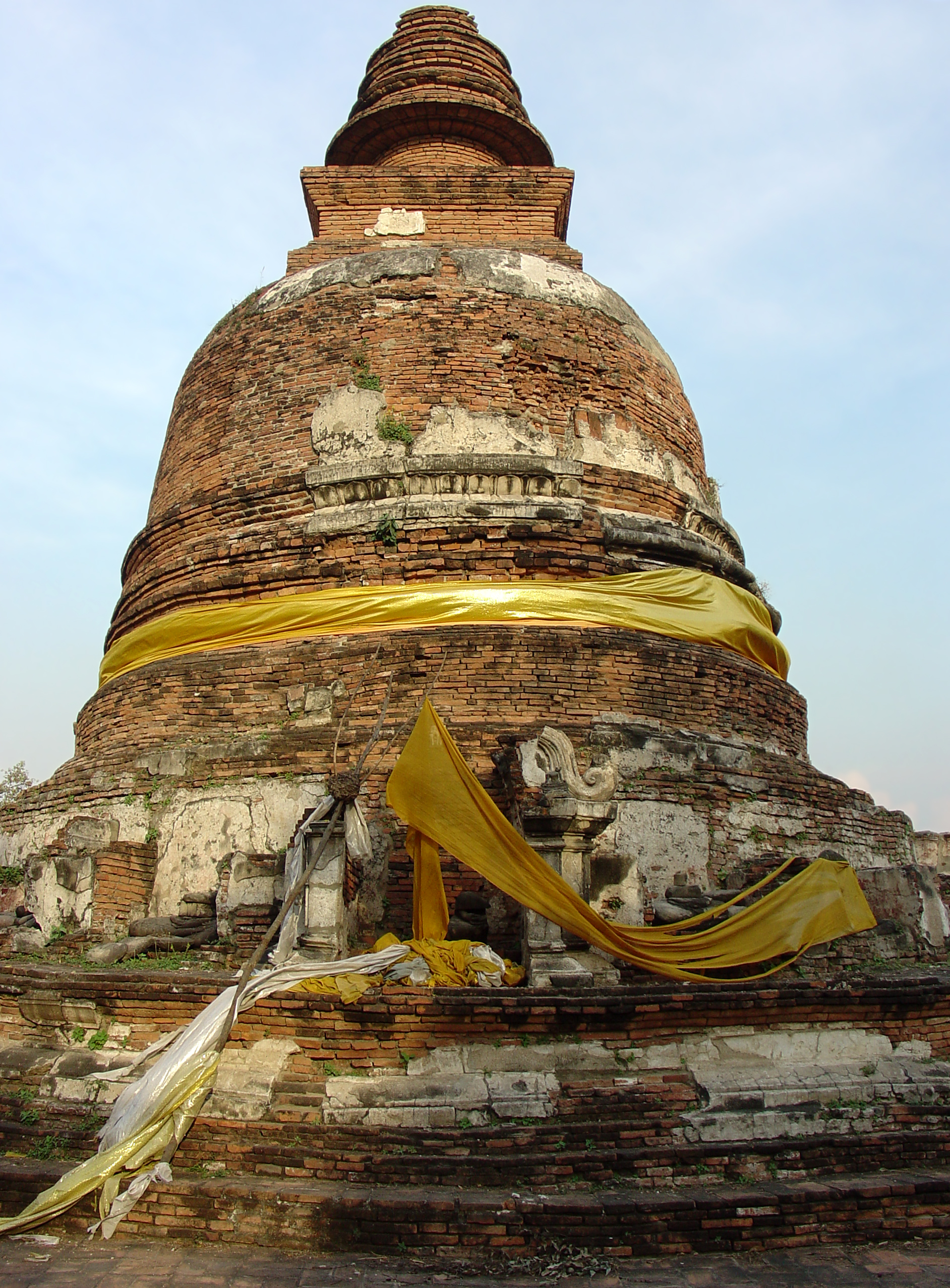
玛哈永寺舍利塔

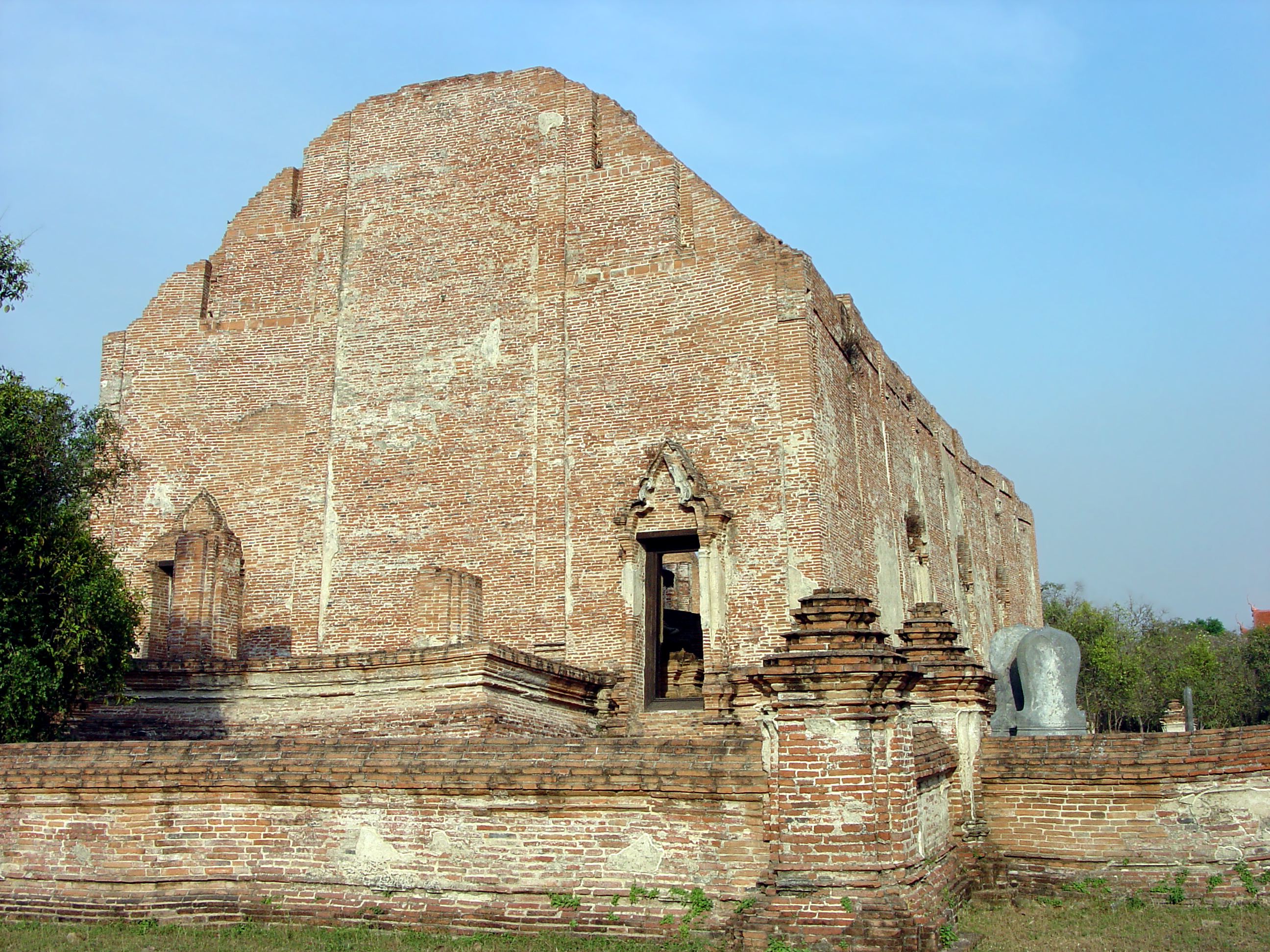
玛哈永寺正殿

玛哈永寺是阿瑜陀耶古城的一座佛教寺庙。它最初建于1438年波隆摩罗阇二世统治时期，后来在1711年被泰沙国王重新修复。
这座庙宇主要由舍利塔和正殿构成。佛塔由雕刻有80头大象的支柱支撑着，而该佛塔正殿依然有信徒或访客来烧香礼佛。